# Plutarco Elías Calles, Michoacán de Ocampo
Plutarco Elías Calles är en ort i Mexiko.   Den ligger i kommunen Salvador Escalante och delstaten Michoacán de Ocampo, i den södra delen av landet, 280 km väster om huvudstaden Mexico City. Plutarco Elías Calles ligger 2 111 meter över havet och antalet invånare är 403.
Terrängen runt Plutarco Elías Calles är kuperad. Runt Plutarco Elías Calles är det ganska tätbefolkat, med 78 invånare per kvadratkilometer. Närmaste större samhälle är Pátzcuaro, 18,2 km nordost om Plutarco Elías Calles. I omgivningarna runt Plutarco Elías Calles växer huvudsakligen savannskog.